# 后鳍锯鳐
后鳍锯鳐，或称绿锯鳐（Pristis zijsron ) 是犁头鳐目锯鳐科的一种，分布于印度洋-太平洋海域的热带和亚热带水域。目前其种群数量急剧下降，被IUCN评为極危物種 。

## 外貌描述

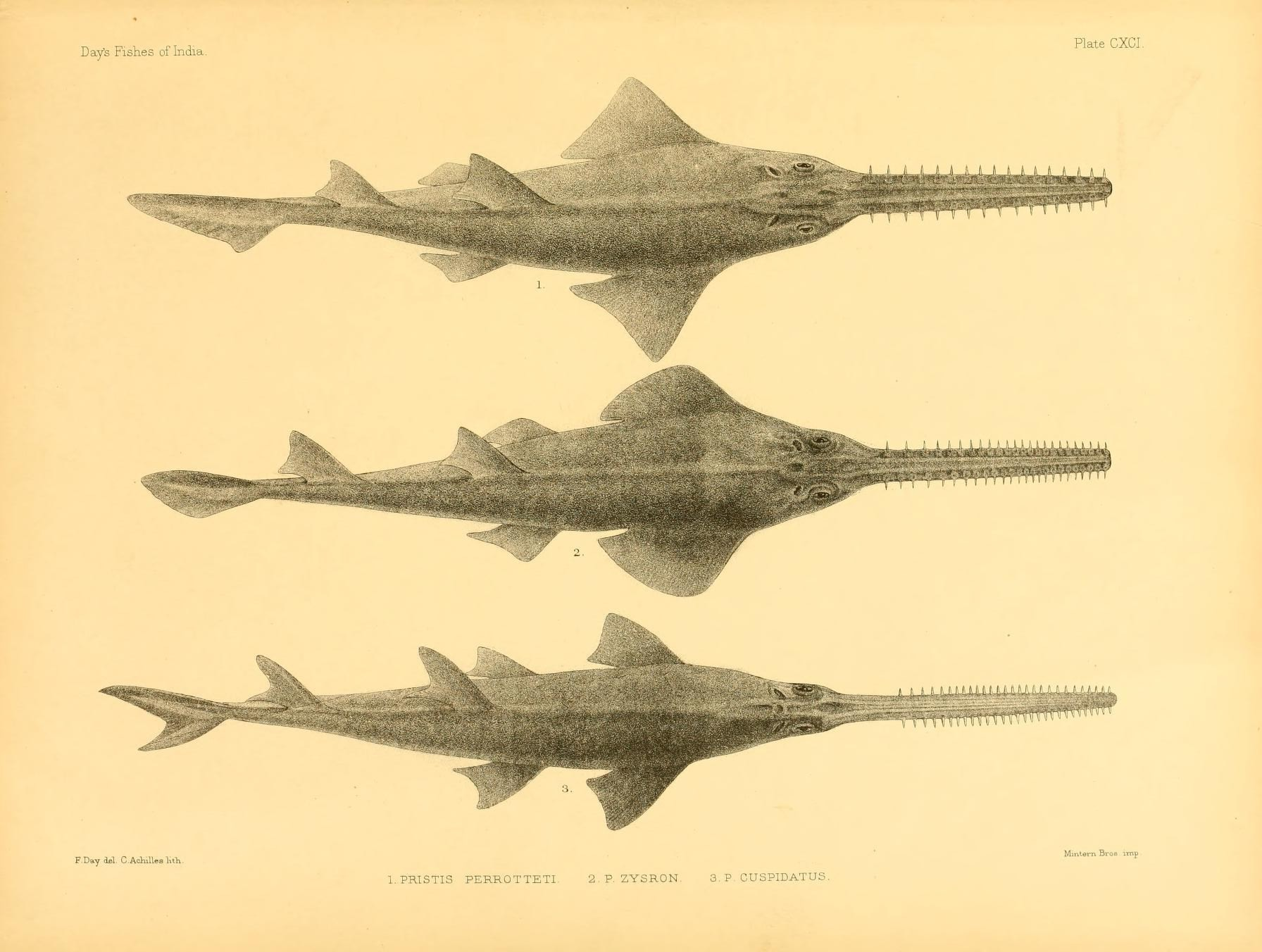
三种不同锯鳐的插图，从上至下分别是锯鳐 (P. pristis)、后鳍锯鳐和钝锯鳐(Anoxypristis cuspidata)。注意它们锯齿、尾部形状以及腹鳍和背鳍位置的不同。

后鳍锯鳐可能是现存体型最大的锯鳐，总体长可达7.3米，但如今很少超过6米。 
后鳍锯鳐身体上半部分为绿褐色或橄榄色，下半部分为白色。   
后鳍锯鳐需要通过比较其身体数个特征才能将其和其他品种的锯鳐区分开：后鳍锯鳐在其锯状吻部根部长有锯齿，而钝锯鳐Anoxypristis cuspidata 则没有；后鳍锯鳐在其锯状结构两侧各有23-37颗锯齿，相比之下昆士兰锯鳐 P. clavata为18-24颗 ，櫛齒鋸鰩 P. pectinata为20-32颗而锯鳐P.pristis则是14-24颗。位于其锯状结构尖端的锯齿排列明显比位于底部的锯齿更为紧凑，而其余三种锯鳐的锯齿之间的距离则大致相同。后鳍锯鳐的吻部相对较窄，其宽度为吻部长度的9-17%，长度则为体长的23-33%。相比之下，昆士兰锯鳐和锯鳐P.pristis的吻部明显更宽，而昆士兰锯鳐的吻部亦相对较短，仅占体长的20-25%。此外，后鳍锯鳐的胸鳍相对较短，背鳍尖端位于腹鳍正后方。反观锯鳐的背鳍尖端位于腹鳍前方，而栉齿锯鳐的背鳍尖端则和腹鳍大致在同一位置。不同于钝锯鳐和锯鳐，其下半尾叶极小。 昆士兰锯鳐和栉齿锯鳐与后鳍锯鳐在外貌上更为相近，但昆士兰锯鳐体长相对较小，而栉齿锯鳐仅见于大西洋海域 。此外，活后鳍锯鳐的体色比其他锯鳐品种更为偏绿。
后鳍锯鳐可能同栉齿锯鳐在南非海域有所接触，但目前二者很有可能已在南非地域绝灭 。 

## 物种分布

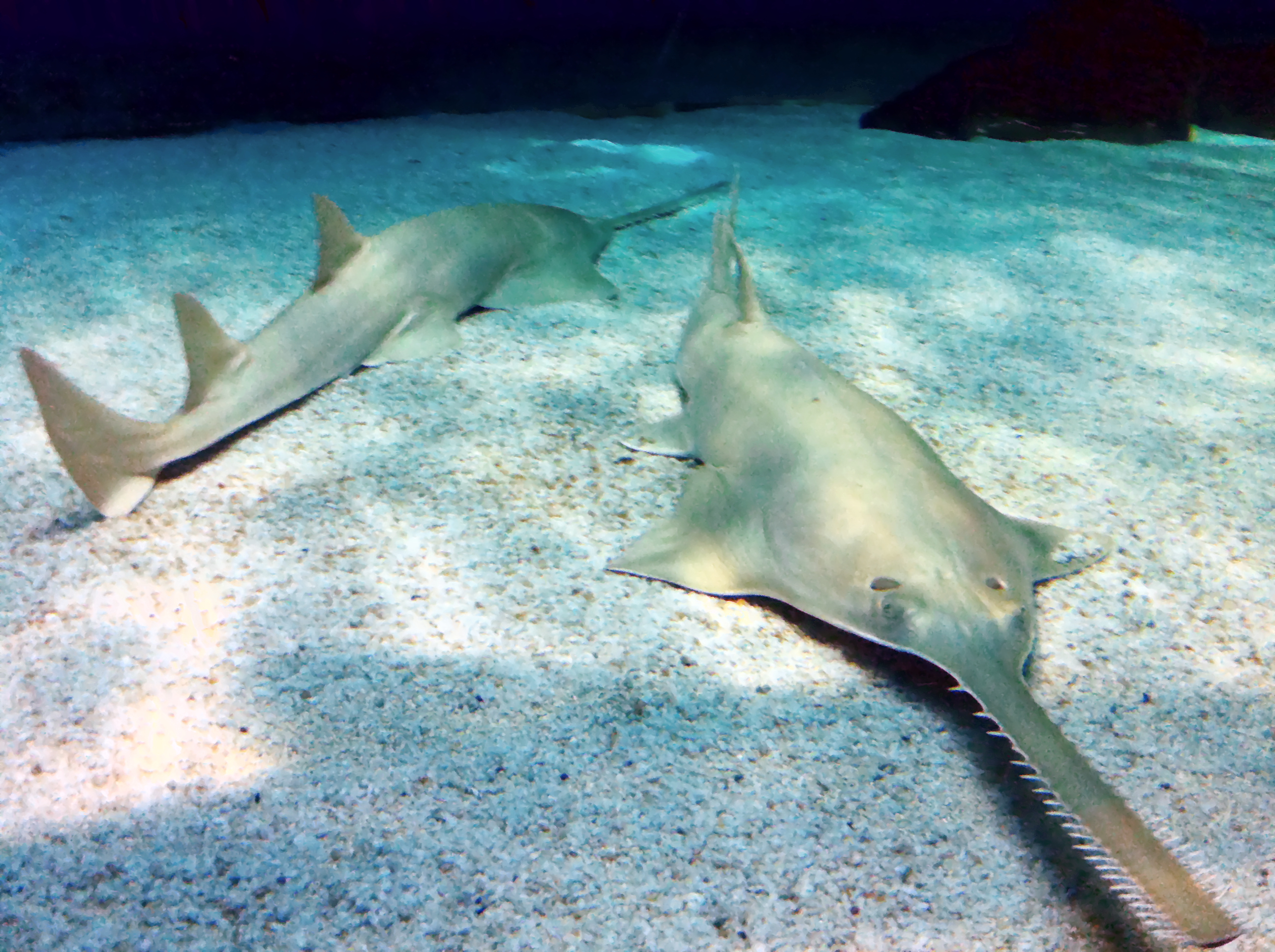
意大利热那亚水族馆的一对后鳍锯鳐

后鳍锯鳐分布于印度太平洋水域中西部的热带和亚热带水域。其历史分布范围近590万平方千米， 南至南非，北至红海和波斯湾，东至南海，以及东南亚与澳大利亚。 在澳大利亚，后鳍锯鳐的分布范围北至鲨鱼湾，南到东海岸的杰维斯湾。 目前，后鳍锯鳐的分布范围大大减少。 
相比其亲缘种，后鳍锯鳐能适应更为寒冷的海水，这也是为何在澳大利亚后鳍锯鳐的分布范围比其余锯鳐更加靠南。 

## 生态
后鳍锯鳐多出没于沿岸水域、红树林和河口湾等地的浅水中，虽也可能出现在深度超过70米的水域，但目前学者对几条后鳍锯鳐的追踪发现它们极少离开水深超过2米的沿岸水域。 虽然有后鳍锯鳐出没于离海极远的河流上游的记录 ，但其在淡水中并不常见 。 后鳍锯鳐多出没于沙质或泥质的海床之上。  
后鳍锯鳐的主要猎物为鱼、甲壳类动物和软体动物。  在捕猎时，它会左右挥舞其锯状吻部，将猎物从海床中挖出或是击晕鱼群。 同其他品种的锯鳐一样，后鳍锯鳐一般对人类无害，但在被捕获时它们会用其锯状吻部保护自己，可对人类造成重伤。 
后鳍锯鳐为卵胎生，出生的幼鱼为60-108厘米长  。有人称母鱼每胎诞下约12条幼鱼，但目前尚无足够证据支撑（在其他锯鳐物种中，每胎幼鱼数从1到20不等）。出生时的后鳍锯鳐体长约为76厘米。雌性的后鳍锯鳐分娩于沿岸水域，诞下的幼鱼则会在沿岸水域和河口湾渡过幼年  ，此时体长为3.4-3.8米 。 目前学界对后鳍锯鳐的寿命所知甚少，但据估计可能超过50岁，  曾有一只被捕获的未成年雄性个体在水族馆中生活了35年才去世。 

## 物种保护

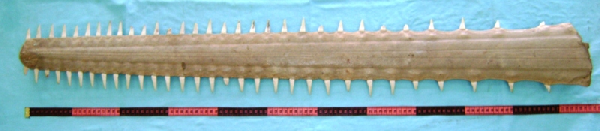
后鳍锯鳐的锯状部分（一旁标尺上红黑相间的一节为10厘米长）

目前后鳍锯鳐的种群已出现显著衰退，被IUCN列为“极危”。该鱼的鱼鳍可作魚翅，而锯状吻部则是颇为昂贵的装饰品。此外，该鱼其他身体部分也可用于亚洲传统医学或是作为鱼肉食用。目前后鳍锯鳐所受的主要威胁来自于捕鱼，同时也面临着栖息地衰退的威胁。  由于担心其锯状吻部造成伤害，渔民可能会在意外捕得后鳍锯鳐后将其直接在水中杀死再带上船。 同其他锯鳐一样，后鳍锯鳐非常长的锯状吻部使得其容易被渔网缠住而窒息死亡。 另外，后鳍锯鳐种群的自然增长率极低，仅有0.02，因此其种群恢复速度非常缓慢。种种原因相加导致后鳍锯鳐被认为是澳大利亚水域离灭绝最近的软骨鱼之一。
共有37个国家有后鳍锯鳐出没的历史记录，但其中2个国家的种群已灭绝，另有24个国家的种群亦有灭绝的可能，仅有11个国家仍有确认现存的种群。 这意味着其目前的分布最多只有其历史最大分布的62% 。 后鳍锯鳐的种群数量在最近三代内衰退了80%（后鳍锯鳐一代约为14.6年） 。目前，澳大利亚是少数仍有后鳍锯鳐种群的国家之一，但该国的种群数量也已出现下降趋势，其中新南威爾士州的种群已经完全消失。  目前，后鳍锯鳐在澳大利亚、巴林、孟加拉国、印度、印度尼西亚、马来西亚、卡塔尔、南非和阿拉伯联合酋长国受到一定程度的保护，但这些有关捕捞的法律法规往往难以落实。另外，许多国家已立法要求渔船装配海龟逃脱装置，这些政策亦可减少后鳍锯鳐被缠在渔网中的风险。
同其他锯鳐一样，后鳍锯鳐名列限制国际贸易的CITES 附录 I。 
后鳍锯鳐的天敌很少，仅有少数大型鲨鱼和鳄鱼。 
后鳍锯鳐较少被饲养于公共水族馆中，据记录2014 年时北美的水族馆有13条（7公6母），2013年时欧洲的水族馆有6条（3公3母），而2017年时日本有2条。 